# Sacred river
Sacred river, A visionary journey is een studioalbum van de Oostenrijkse artiest Gandalf. Gandalf haalde de inspiratie voor dit album uit/bij zijn interesse voor stromend water, de rivier de Yamuna en Siddhartha, die naar een oude veerman luisterde om de "stem van het water" te horen. Het nam het op in zijn eigen Seagull Music geluidsstudio en bracht het uit op Real Music, een Californisch platenlabel gespecialiseerd in new agemuziek.

## Musici
- Gandalf – alle muziekinstrumenten

## Muziek
| Nr. | Titel                           | Duur |
| --- | ------------------------------- | ---- |
| 1.  | Morning at the river bench      | 3:44 |
| 2.  | Sacred river                    | 6:15 |
| 3.  | Blossoms falling like snow      | 7:31 |
| 4.  | Silent joy                      | 6:40 |
| 5.  | The ferryman’s tale             | 4:16 |
| 6.  | Take me gently across the water | 5:48 |
| 7.  | Confidently floating seawards   | 2:51 |
| 8.  | A visionary passage             | 5:07 |
| 9.  | Flow, water, flow               | 6:06 |
| 10. | Where the river joins the sea   | 7:10 |